# Eddy Lejeune
Eddy Lejeune   (Verviers, 4 d'abril de 1961) és un ex-pilot de trial belga, considerat un dels millors de la història d'aquest esport. Nascut al si d'una família molt vinculada al trial, a 17 anys va debutar al campionat del món sorprenent tothom amb la seva habilitat. Pocs anys després va aconseguir tres títols mundials consecutius (1982-1984), fita només assolida abans per Yrjö Vesterinen.
Lejeune va canviar la concepció del trial i del pilotatge, finalitzant amb el que avui s'anomena "trial clàssic", i va tornar a fer campiona una motocicleta amb motor de quatre temps, concretament l'Honda RTL.

## Biografia

### Antecedents familiars
Es diu que el trial va arribar al continent europeu a través de Bèlgica. En aquell país, ja el 1955 s'hi va disputar el primer campionat estatal de trial, el més antic sense comptar els de les Illes Britàniques. Un dels protagonistes d'aquesta introducció del trial al continent va ser el pare d'Eddy, Jean Lejeune, qui a través del seu club (el Royal Dison Moto Club) va començar l'expansió d'aquest esport al seu país.
El 1964 sorgí el primer campionat internacional de trial, la Challenge Henry Groutards, precursora del Campionat d'Europa i després Mundial. La primera Challenge Henry Groutards es componia de tres proves, la primera de les quals es corregué a Marche-les-Dames, Bèlgica, el 12 de febrer de 1964, dirigida per Jean Lejeune.
Els fills de Jean, Jean Marie i el petit Eddy, heretaren l'afecció del seu pare, amb qui Eddy anava a veure trials des dels 3 anys. A cinc anys Eddy va començar a fer trial amb les bicicletes que li fabricava son pare, mentre el seu germà Jean Marie començava a destacar en competicions estatals, guanyant en una d'elles com a premi una Montesa Cota 25 que va regalar a Eddy. Jean Marie va esdevenir un dels millors pilots belgues dels anys 70, proclamant-se campió de Bèlgica en tres ocasions amb Montesa (1974, 1977 i 1978) i disputant nombroses proves del Campionat del Món (va ser ell qui va introduir al trial la figura del "motxiller").
Eddy, mentrestant, feia servir petites Honda adaptades pel seu pare, començant a participar en trials a 12 anys. Aviat va començar a guanyar-ne forces amb una d'aquelles Honda, concretament una XR 75 4T passada a 125 cc. El 1977 es proclamà campió de Bèlgica en categoria Júnior i el 1978 feia podis en la categoria experts i tot. A només 16 anys ja se l'anomenava "nen prodigi del trial". Aquestes qualitats varen fer que els directius d'Honda Bèlgica signessin un contracte amb ell i li cedissin una Honda TL 200 preparada al Japó.

### Debut al Mundial (1979)

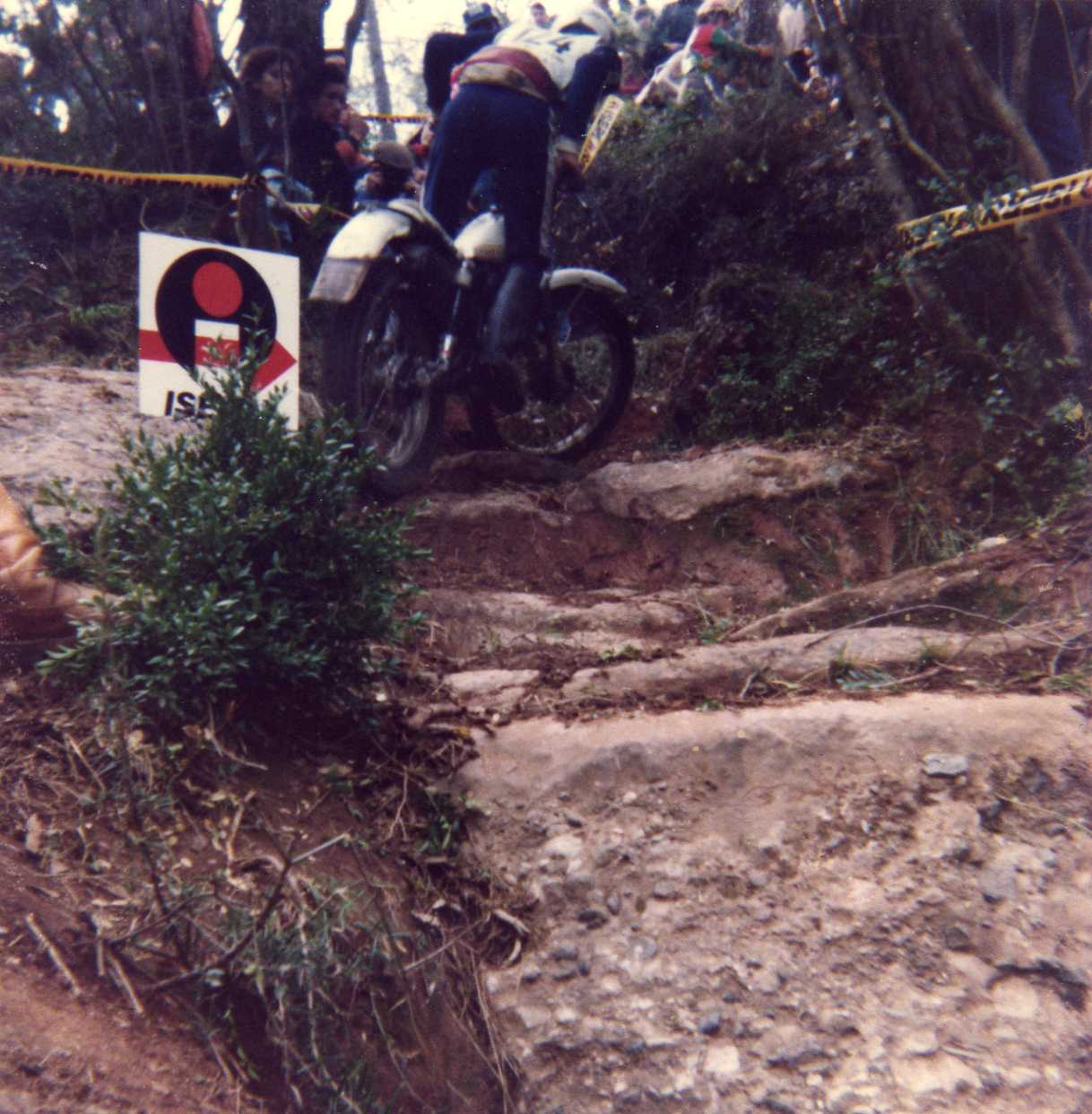
Amb l'Honda TL 200 al Trial de Sant Llorenç de 1979

L'any següent, 1979, Eddy acompanya son germà Jean Marie al Mundial. En el seu debut a la primera prova, celebrada a Newtownards, Irlanda del Nord, el 10 de febrer, acabà en 22a posició mentre Jean Marie fou vuitè per davant d'Ulf Karlson i Manuel Soler. Set dies més tard arribà la sorpresa al Gran Premi de la Gran Bretanya: Eddy fou vuitè entre 79 classificats, a només tres punts de Bernie Schreiber i superant pilots de la talla de Mick Andrews, Ulf Karlson, Rob Shepherd o Toni Gorgot.
Al Gran Premi de Bèlgica, el 25 de febrer a Bilstain, va ser quart a només tres punts de Malcolm Rathmell. De seguida va haver-hi protestes, alguns contrincants es varen queixar dient que el trial havia estat fet a la seva mida, que allò no era lògic. Alguns competidors reclamaren al·legant que Eddy no tenia encara 18 anys i que per tant no podia puntuar al Mundial, per la qual cosa li foren retirats els punts obtinguts en aquestes tres primeres proves.
Decebut per això decidí no participar en les tres proves següents (Països Baixos, Catalunya i França), tot i que al final sí que ho feu fora de concurs al Trial de Sant Llorenç. Finalment, Honda decidí de donar-li una nova 200 i cobrir les despeses de les proves americanes, amb la qual cosa Eddy reaparegué al trial del Canadà, ja amb 18 anys fets i amb plenes opcions per a puntuar. Competí després als EUA, Itàlia, Suècia i Txecoslovàquia, finalitzant el seu primer mundial en 14a posició.
Montesa intentà fitxar-lo per a 1980, però Eddy preferí seguir amb Honda, que el convidà a Anglaterra per a provar la moto oficial de Rob Shepherd. En les proves sorprengué i aviat feia les mateixes zones que el britànic, fins i tot millor. Després d'això Honda li cedí una de les RTL 360 de Rob Shepherd.
La nova moto era realment excepcional, molt superior a la 200 anterior. Arribà el primer GP a Newtownards, Irlanda del Nord, però Eddy no passà de 16è, mentre el seu germà Jean Marie era 11è amb Montesa. A Anglaterra començà la seva adaptació a la nova màquina i fou 10è, i a Bèlgica, el 24 de febrer a Bilstain, amb només 18 anys guanyà el seu primer Gran Premi superant Martin Lampkin i Yrjö Vesterinen. El 20 d'abril a Àustria aconseguí la seva segona victòria i el 23 de juny la tercera a Suïssa, finalitzant el seu primer mundial complet en una excel·lent quarta posició. També el 1980 participà per primer cop en els Sis Dies d'Escòcia de Trial amb una Honda Seeley 200, aconseguint la 12a posició i el trofeu com a millor debutant.
Honda, que pensava retirar-se del trial, decidí seguir endavant amb Lejeune com a pilot. Els japonesos se sorprenien en veure allò que Eddy era capaç de fer amb una moto que tots deien que era inconduible.
El 1981 Eddy ja era el pilot principal d'Honda després de la retirada de Shepherd. Tot començà molt bé a la primera prova, el Trial de Sant Llorenç a Mura, acabant segon rere Manuel Soler. A Bèlgica aconseguí la victòria, col·locant-se per primera vegada líder del Mundial. Tornà a vèncer a Irlanda, però a partir d'Anglaterra tot es començà a tòrcer i a la resta de proves no aconseguí passar del cinquè lloc, finalitzant el campionat de nou en quarta posició. Els tres pilots que quedaren davant seu (Gilles Burgat, Ulf Karlson i Yrjö Vesterinen) feien servir els nous pneumàtics Michelin Radial, mentre Lejeune en portava de Dunlop. Un cop havent provat els Michelin, Eddy va entendre què passava: els nous pneumàtics suposaven una autèntica revolució en el trial.

### El trienni triomfant (1982-84)

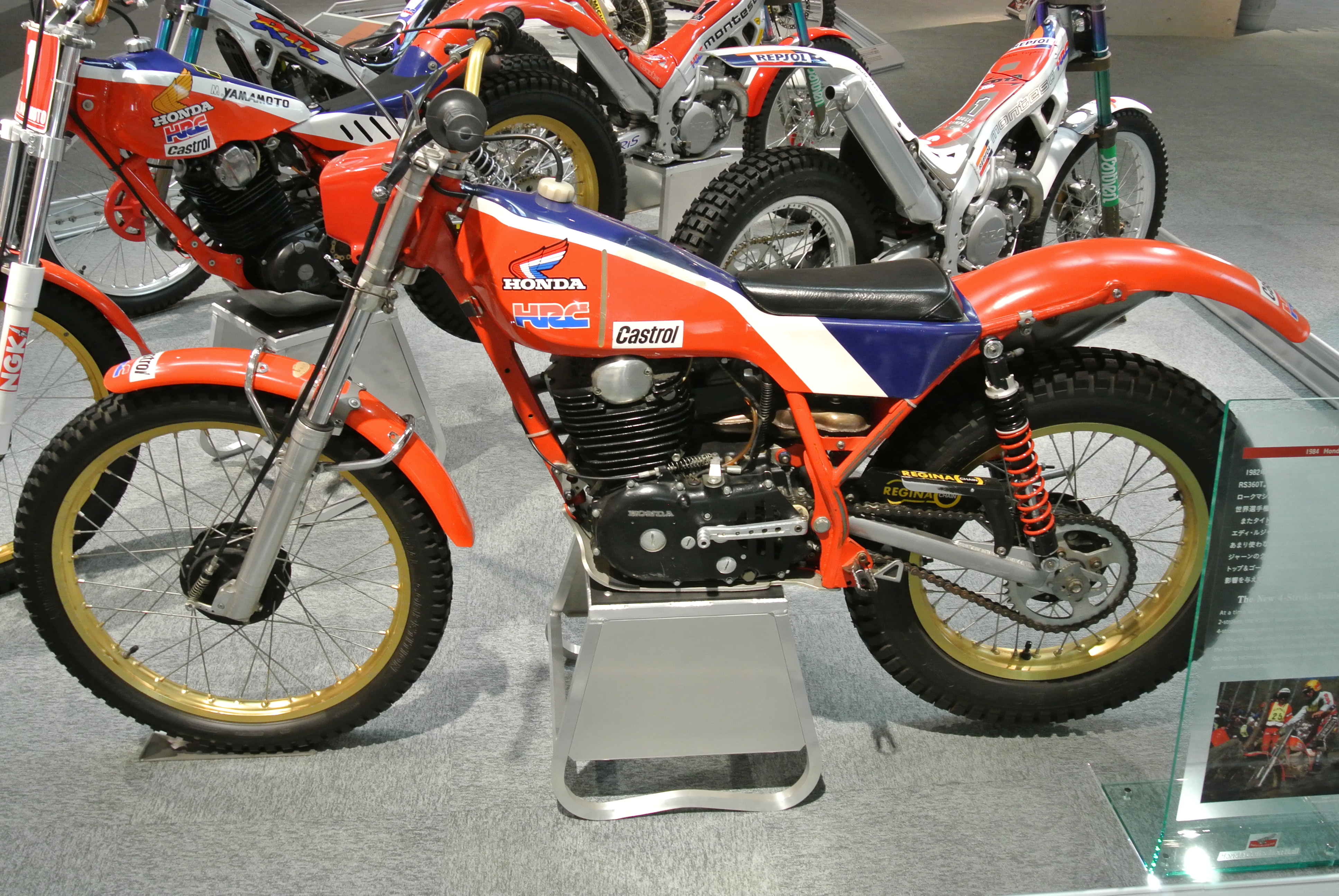
L'Honda oficial que pilotà durant la temporada de 1982

Honda decidí equipar els Michelin per a la temporada 1982. Eddy preparà a consciència el nou any i la família Lejeune decidí d'abocar-s'hi. Jean Marie passà a ser el motxiller d'Eddy, tot i seguir competint. També el seguien a cada prova el seu mecànic André Simens, els seus pares, el seu germà petit Eric (practicant de trialsín, arribà a prendre part a la Copa d'Europa a començaments dels 80) i les seves tres germanes. A més a més contractà un preparador físic, Hubert Plumans, essent un dels primers pilots que es preparaven tant al gimnàs com al damunt de la moto.
Llavors arribà una autèntica ratxa de triomfs que el convertiren en imbatible: vuit victòries, dos segons llocs, un tercer i un quart. Eddy Lejeune es proclamà Campió del Món de Trial a Finlàndia, quan encara quedaven dues proves per disputar. Aquell any participà també als Sis Dies d'Escòcia, aconseguint-hi la tercera posició.
La temporada de 1983 tornà a ser triomfal. De nou aconseguí vuit victòries i s'adjudicà el seu segon Mundial amb dues proves d'avançament. També repetí la tercera posició als Sis Dies d'Escòcia.
L'any següent, 1984 es modificà el sistema de puntuació del mundial, de manera que poguessin puntuar els quinze primers classificats de cada prova i no com abans que només puntuaven els deu primers. Això donava més emoció a cada prova i feia que calgués més regularitat per a aconseguir el títol. Fins aleshores el principal rival de Lejeune havia estat el californià Bernie Schreiber, però aquell any un nou fenomen li començà a posar les coses difícils arrabassant-li quatre victòries: L'occità Thierry Michaud, pilot que encara que tècnicament no fos tant bo i elegant com Lejeune era capaç d'una gran concentració que li permetia molta regularitat. Michaud començà el campionat guanyant a Catalunya, però Lejeune seguí la temporada amb sis victòries, dos segons, tres tercers i un quart. A la darrera prova, Suècia, Michaud guanyà i Lejeune fou segon, posició suficient per a aconseguir el títol mundial per tercera vegada consecutiva, encara que amb només dos punts d'avantatge sobre Michaud.
A primers de maig tornava a participar en els Sis Dies d'Escòcia, aconseguint-hi el seu millor resultat en aquella dura prova, la segona posició, darrere el seu nou rival Thierry Michaud.
Durant el trienni 1982-1984, Lejeune va guanyar amb l'Honda tres edicions seguides del Trial Indoor Solo Moto.

### Problemes amb la nova Honda (1985-87)
El 1985, Eddy signà un nou contracte de tres anys amb Honda, a condició que li preparessin una nova moto. Michaud era un rival molt fort i portava una moto revolucionària, la Fantic 301, mentre la pesada Honda de 4 temps gairebé no havia evolucionat en els darrers set anys. Honda fabricà doncs un nou prototipus per a ell tot seguint les seves indicacions, amb nou xassís, monoamortidor i un motor de 360 cc 4 temps molt més compacte.
La construcció de la nova moto es va allargar més del compte i va arribar a mans de Lejeune tard, sense poder-la provar abans de començar el mundial el 24 de febrer a Peramola, on guanyà Thierry Michaud seguit del britànic Steve Saunders amb la nova i lleugera Honda RTL 250S. Lejeune fou tercer amb la nova 360, afectada de nombrosos problemes en l'embragatge, canvi, etc. Al damunt, la moto va canviar la geometria i la posició del motor, fent-se més difícil de pilotar. A Bèlgica, Lejeune aconseguí la victòria sobre un terreny que dominava, però després Michaud seguí aclaparador aconseguint quatre victòries consecutives. El desenvolupament de la nova Honda 360 causà més problemes dels esperats i Lejeune no pogué evitar que Michaud guanyés el seu primer campionat del món amb gran avantatge sobre el belga, que fou subcampió.
El 1986, vistos els problemes de l'Honda 360, Lejeune decidí fer servir una lleugera 250 com la del seu company Steve Saunders. La fàbrica preparà sobre la base de la moto de sèrie un motor augmentat a 270, creant dos prototipus per a ell i Saunders anomenats RTL 270SW. Però la nova moto estava mancada de potència comparada amb l'antiga 360. La temporada començà igualada entre Lejeune, Michaud, Saunders i un nou fenomen: Jordi Tarrés. El campionat era molt ajustat i a manca d'una prova Lejeune n'era líder amb 180 punts, Michaud segon amb 177 i Saunders tercer amb 172. Però a la darrera prova Lejeune no es trobava gens bé i acabà 13è, perdent el que hagués estat el seu quart títol mundial a mans de Michaud, i fins i tot el subcampionat, que s'endugué Saunders.
El 1987, tot i la preferència d'Honda pel seu company britànic, Lejeune es quedà com a únic pilot d'Honda i Saunders fitxà per Fantic. Però ara el belga ja no rebia assistència directa de fàbrica i muntà el seu propi equip. Força desmotivat, començà una època de retrocés i perdé fins i tot el títol de campió belga que havia aconseguit durant set anys seguits a favor del pilot de Fantic Bernard Cordonnier. L'Honda RTL 250S 4 temps no era competitiva davant les cada cop més difícils zones del Mundial, en el qual s'imposa un jove Jordi Tarrés qui aporta al trial una revolució en la forma de pilotatge, amb constants acrobàcies i moviments en parat com si es tractés d'una bicicleta. Lejeune només fou novè.

### La sortida d'Honda (1988)
El 1988 Honda abandonà el Mundial de Trial, centrada en el desenvolupament de les noves 2 temps, mentre Lejeune volia una 4 temps completament nova, cosa que suposava molta feina i diners. Eddy fitxà aleshores per la catalana Merlin, que es trobava en crisi. El seu fitxatge no serví per a salvar Merlin del tancament, que es produiria l'any següent. Lejeune pilotava per primer cop una 2 temps, i mirava d'adaptar-s'hi de la millor manera possible, però la Merlin DG3 vermella estava desfasada davant la competència. Tot i així, Eddy aconseguí dos podis i acabà sisè en la classificació final.
Després del tancament de Merlin Lejeune fitxà per Montesa per a la temporada 1989, marca amb la qual tenia bona relació. Amb la Cota 309 va disputar el seu darrer Mundial i força trials Indoor. El seu millor resultat aquell any fou el cinquè lloc a la darrera prova del Campionat, a Luxemburg.

### Retirada
A començaments de 1990, amb gairebé 29 anys, Lejeune anunciava la seva retirada. L'any següent encara va participar amb una Montesa Cota 310 a Bilstain, la prova belga del Mundial de trial, puntuable també per al Campionat belga que sí que va disputar complet. Aquesta va ser la seva darrera participació en un mundial de trial, aconseguint-hi un 12è lloc.
Després de retirar-se, Lejeune no va tornar a pujar en una moto de trial durant més de deu anys, dedicant-se a la seva família: la seva dona Dominique (a qui va conèixer a les oficines de l'importador belga de Montesa i amb qui es va casar el 1982), la seva filla Maude i el seu fill Amaury. Des d'aleshores ha estat cap de producció de Plastiflac, una fàbrica d'embalatges, ampolles de plàstic i serigrafia fundada pel seu pare el 1957, que posteriorment es va denominar Distriflac. A banda, durant uns anys va regentar una botiga especialitzada en trial anomenada Domed, ara ja tancada.
L'agost del 2003, atret per la revifalla del trial clàssic, Lejeune va reaparèixer amb la seva Honda RTL 360 de 1982 per a participar en un trial de clàssiques celebrat a Bilstain, molt a prop de casa. Des d'aleshores torna a competir en trials d'aquest tipus. També es va comprar una Beta Rev3 amb què va tornar a córrer trials a Bèlgica al costat del seu amic, l'ex-corredor del mundial Frederic Crosset.

## Balanç de la seva carrera
Amb la seva retirada s'acabava una carrera dedicada al trial, que el va convertir en un dels més grans. El seu darrer títol Mundial, el 1984, va ser el darrer aconseguit amb una moto de dos amortidors, condició indispensable per a considerar una moto de trial com a "clàssica" en els trials de clàssiques actuals. Potser per aquest motiu Eddy Lejeune podria ser considerat l'últim campió del món de l'època clàssica.
Un altre mèrit d'Eddy és que va començar a fer el pas del pilotatge clàssic al modern, en ser un dels primers a moure la moto de davant estant aturat, o en fer marxa enrere sense posar els peus a terra, cosa que segons el reglament podia considerar-se fiasco però que cap control no penalitzava, per la qual cosa es va anar generalitzant. Eddy va començar a fer canvis amb la roda anterior, a aturar-se davant els obstacles, evolucionant el pilotatge que després perfeccionaria Tarrés.
Abans d'Eddy ningú no portava bons frens ni embragatges, però ell va incidir en aquests aspectes, amb uns frens excel·lents i un embragatge ràpid que es podia utilitzar amb un sol dit.

## Palmarès
| Any             | Motocicleta     | Campionat del Món | Victòries en GP | Campionat de Bèlgica | Altres      | Títols |
| --------------- | --------------- | ----------------- | --------------- | -------------------- | ----------- | ------ |
| 1979            | Honda           | 15è               | -               |                      |             | -      |
| 1980            | Honda           | 4t                | 3               | 1r                   |             | 1      |
| 1981            | Honda           | 4t                | 2               | 1r                   |             | 1      |
| 1982            | Honda           | 1r                | 8               | 1r                   |             | 2      |
| 1983            | Honda           | 1r                | 8               | 1r                   |             | 2      |
| 1984            | Honda           | 1r                | 6               | 1r                   | 2n als SSDT | 2      |
| 1985            | Honda           | 2n                | 2               | 1r                   |             | 1      |
| 1986            | Honda           | 3r                | 4               | 1r                   |             | 1      |
| 1987            | Honda           | 9è                | (1 podi)        |                      |             | -      |
| 1988            | Merlin          | 6è                | (2 podis)       |                      |             | -      |
| 1989            | Montesa         | 10è               | -               |                      |             | -      |
| 1990            | Montesa         | 25è               | -               |                      |             | -      |
| Total victòries | Total victòries |                   | 33              |                      |             |        |
| Total títols    | Total títols    | 3                 |                 | 7                    |             | 10     |

1. ↑  Al total de títols s'hi compten tots els campionats estatals o internacionals guanyats

## Resultats al Mundial de trial
Font:
| Any  | Equip   | 1      | 2      | 3     | 4      | 5      | 6     | 7      | 8     | 9      | 10     | 11     | 12     | Punts | Posició |
| ---- | ------- | ------ | ------ | ----- | ------ | ------ | ----- | ------ | ----- | ------ | ------ | ------ | ------ | ----- | ------- |
| 1979 | Honda   | IRL -  | GBR -  | BEL - | NED -  | ESP -  | FRA - | CAN 10 | USA 9 | ITA -  | SWE 6  | FIN -  | CZE 7  | 12    | 15è     |
| 1980 | Honda   | IRL -  | GBR 10 | BEL 1 | ESP 8  | AUT 1  | FRA 4 | SUI 1  | GER 6 | ITA 7  | FIN 7  | SWE 3  | CZE 5  | 86    | 4t      |
| 1981 | Honda   | ESP 2  | BEL 1  | IRL 1 | GBR 6  | FRA 6  | ITA 4 | AUT -  | USA 6 | FIN 7  | SWE 6  | CZE 6  | GER 5  | 85    | 4t      |
| 1982 | Honda   | ESP 1  | BEL 1  | GBR 2 | ITA 1  | FRA 2  | GER 1 | AUT 1  | CAN 3 | USA 1  | FIN 1  | SWE 1  | POL 4  | 162   | 1r      |
| 1983 | Honda   | ESP 4  | BEL 1  | GBR 1 | IRL 1  | USA 3  | FRA 5 | AUT 1  | ITA 1 | SUI 1  | FIN 1  | SWE 2  | GER 1  | 156   | 1r      |
| 1984 | Honda   | ESP 2  | BEL 1  | GBR 4 | IRL 1  | FRA 1  | GER 3 | USA 2  | CAN 1 | AUT 3  | ITA 1  | FIN 1  | SWE 2  | 214   | 1r      |
| 1985 | Honda   | ESP 3  | BEL 1  | GBR 2 | IRL 2  | FRA 6  | USA 3 | AUT 1  | POL 2 | FIN 2  | SWE 2  | SUI 2  | GER 4  | 195   | 2n      |
| 1986 | Honda   | BEL 1  | GBR 6  | IRL 2 | ESP 1  | FRA 4  | USA 3 | CAN 1  | GER 3 | AUT 2  | ITA 1  | SWE 4  | FIN 13 | 183   | 3r      |
| 1987 | Honda   | ESP -  | BEL 6  | SWE 4 | IRL 3  | GER -  | FRA - | USA -  | AUT 8 | ITA 12 | CZE 8  | SUI 6  | SWE 4  | 81    | 9è      |
| 1988 | Merlin  | ESP 10 | GBR 6  | IRL 9 | LUX 3  | GBR 7  | AUT - | FRA 5  | BEL 2 | ITA 7  | SWE 12 | FIN 6  | POL 6  | 108   | 6è      |
| 1989 | Montesa | GBR 10 | IRL 12 | ITA 7 | USA 11 | CAN 10 | FRA 9 | SUI -  | ESP - | AUT 15 | CZE 10 | GER 14 | LUX 5  | 57    | 10è     |
| 1990 | Montesa | IRL -  | GBR -  | USA - | CAN -  | BEL 12 | GER - | SWE -  | FIN - | ESP -  | ITA -  | POL -  | SUI -  | 4     | 25è     |